# Легкоступова Валентина Валеріївна
Валентина Валеріївна Легкоступова (30 грудня 1965, Хабаровськ, Хабаровський край, РРФСР — 14 серпня 2020, Москва) — радянська і російська естрадна співачка, педагог, продюсер. Заслужена артистка Російської Федерації (2001).
Внесена до бази «Миротворець» за свідоме порушення державного кордону України, підтримку та популяризацію терористичного режиму ЛНР. 10 травня 2017 року перебувала у місті Луганськ.
У лютому 2018 року була призначена російськими окупантами на посаду «начальника відділу культури» захопленої агресором Феодосії.

## Біографія
Народилася 30 грудня 1965 року в Хабаровську.
Батько — Валерій Володимирович, мати — Галина Іванівна. Коли їй було три роки, родина переїхала до Феодосії.
У 1985 році закінчила Сімферопольське музичне училище імені П. І. Чайковського (по класу скрипки).
З 1985 по 1990 роки навчалася в Державному музично-педагогічному інституті імені Гнесіних у Москві на відділенні естрадного вокалу професора Йосипа Кобзона.
Дебют співачки на естраді відбувся в 1985 році в місті Херсоні Української РСР — сольний концерт з групою під управлінням Сєні Сона.
30 червня 1986 року отримала другу премію 1-го Всесоюзного телевізійного конкурсу молодих виконавців радянської естрадної пісні в місті Юрмалі Латвійської РСР, де виступила з піснями «Берег щастя» (В. Данілін, С. Сон — Ілля Резнік) і «Я все одно сподіваюся» (Маргарита Пушкіна — Кріс Кельмі). У тому ж році почала співпрацювати з композитором Раймондом Паулсом («Двоє», «В білих клавішах беріз» та інші пісні). З 1986 по 1992 роки працювала в Тульській обласній філармонії.
У 1987 році брала участь у фестивалі молоді в Чехословаччині і в Польщі (Зелена Гура), записала найпопулярнішу свою пісню «Ягода-малина» (музика В'ячеслава Добриніна, слова Михайла Пляцковського), яка була вперше показана на Центральному телебаченні в новорічному «Блакитному вогнику» 1 січня 1987 року. В кінці року пісня також увійшла до фіналу фестивалю «Пісня року».
У 1988 році стала дипломантом конкурсу «Сопот-88» (спеціальний приз журі). У тому ж році з'являються пісні «Крапля в морі» і «Кримський пляж». У 1989 році гастролювала по Німеччині в складі делегації від Міністерства культури СРСР, а в 1990 році — по Африці разом з групою Йосипа Кобзона. Після перерви в концертній діяльності, пов'язаної з народженням в 1991 році дочки, Легкоступова з 1993 по 1995 рік працювала в «Театрі естрадної пісні» під керуванням Льва Лещенка. У 1995 році виступала на фестивалі російської пісні в Болгарії.
У 2001 рік Валентина Легкоступова була солісткою Московського концертного об'єднання «Естрада».
В кінці 2016 року артистка стала гостею програми Юлії Меньшової «Наодинці з усіма».

### Смерть
У серпні 2020 року Легкоступова була госпіталізована зі своєї квартири в Москві в тяжкому стані, з черепно-мозковою травмою.
14 серпня 2020 померла в Москві.

## Особисте життя
Була одружена з Олексієм Григор'євим — сином відомого звукоімітатора, режисера Юрія Григор'єва. У них було двоє дітей: донька Анетта (нар.. 1991), яка не є рідною донькою Олексія, за даними 2008 року жила в Москві, син Матвій (нар.. 2001) — в селі.
У 2014 році Валентина Легкоступова переїхала на постійне місце проживання на острів Тенеріфе (Канарські острови, Іспанія). В основному займалася нерухомістю, але не припиняла концертну та викладацьку діяльність.
В серпні 2016 року розпочав роботу продюсерський центр Валентини Легкоступової «VL Music».
На початку 2018 року переїхала у Феодосію, де очолила Феодосійський міський відділ культури.

## Дискографія
- 1994 — збірка пісень «Ягода-малина»
- 2001 — «Я посміхаюся»